# 626 Notburga
626 Notburga este o planetă minoră (asteroid), cu un diametru de 73,236 km, din centura de asteroizi. A fost descoperită pe 11 februarie 1907 la Observatorul Königstuhl de August Kopff. 
Obiectul prezintă o orbită caracterizată de o semiaxă mare de 2,5747338393761 UAi, o excentricitate de 0,24179434711169, o înclinație de 25,353 ° în raport cu ecliptica.